# Perizoma gueneeata
Perizoma gueneeata là một loài bướm đêm trong họ Geometridae.